# Орфографическая конференция (1876)
Орфографи́ческая конфере́нция 1876 года (также Первая орфографическая конференция; нем. I. Orthographische Konferenz или Konferenz zur Herstellung größerer Einigung in der deutschen Rechtschreibung) прошла в Берлине. Была созвана министром Пруссии по делам образования и религии Адальбертом Фальком для того, чтобы урегулировать вопросы унификации немецкого правописания в новом государстве Европы — Германской империи, созданной в 1871 году после победы во Франко-прусской войне. С 4 по 15 января 1876 года 14 специалистов обсуждали сам язык и его орфографию. Основой обсуждения был проект германиста Рудольфа фон Раумера, который, тем не менее, не был осуществлён из-за критики предложенных изменений. Конференция в целом не возымела успеха. Следующей за ней стала конференция 1901 года.
Изменения, которые предлагалось реализовать в проекте реформы, включали в себя регулирование написания глаголов с суффиксами -iren и -ieren, употребления буквосочетания th, замену -niß на -nis, правописание заимствований и другое.